# سیارک ۱۶۰۰۰۱
سیارک ۱۶۰۰۰۱ (به انگلیسی: 160001 Bakonybel، نامگذاری:2006GU31)۱۶۰۰۰۱مین سیارک کشف شده‌است که در ۰۵ آوریل ۲۰۰۶ کشف شد.